# Otto Wilhelm Madelung
Pour les articles homonymes, voir Madelung.
Otto Wilhelm Madelung, né le 15 mai 1846 à Gotha (Duché de Saxe-Cobourg et Gotha) et mort le 22 juillet 1926 à Göttingen, est un médecin et chirurgien allemand. Il donne la première description de la subluxation postérieure de l'extrémité du cubitus, nommée déformation de Madelung.  

## Biographie
En 1865, il commença à étudier la médecine à Bonn où il devient la même année membre de la Burschenschaft Alemannia Bonn, puis à Berlin et à Tübingen où il passa le doctorat en 1868/1869. Il exerça à l'hôpital de Siegburg puis à l'hôpital militaire temporaire de Diez an der Lahn ; en 1871, il fut médecin-assistant (auprès de Karl David Wilhelm Busch (de) (1826-1881) à la clinique universitaire chirurgicale de Bonn où il passa un doctorat d'État en 1873 et travailla sous la direction de Eduard von Rindfleisch (1836-1909). En 1874, il se rendit en Angleterre et aux États-Unis où il fit un séjour. En 1879, il revint à Bonn.
En 1881, il devint professeur extraordinaire et dès 1882 professeur titulaire et directeur de la clinique universitaire chirurgicale de Rostock et en 1894 de celle de Strasbourg où il succéda à Georg Albert Lücke.
Il était marié avec Hedwig Madelung, née König. Un des enfants de ce mariage fut Erwin Madelung.

## Un médecin digne du Serment d'Hippocrate
Pendant la Première Guerre mondiale l'artiste Charles Spindler a tenu son journal où il donne libre cours à sa sympathie pour la France. Ses témoignages en faveur de certains Allemands n'en sont que plus parlants. Voici ce qu'il raconte de ce professeur:

« On avait alors demandé des infirmières et un grand nombre de candidates s'étaient présentées.
Le professeur Madelung, chargé du cours préparatoire, avait réuni ces dames pour leur expliquer que leurs fonctions ne consistaient pas seulement à panser les blessés, mais aussi à faire les lits, balayer les salles, etc. Là-dessus, une d'elles s'était avancée, disant : « Quant à moi, je me prêterais admirablement à soigner messieurs les officiers ! – Bien, avait répondu le professeur. Y a-t-il encore quelque dame parmi vous qui aurait des désirs de genre? » Une douzaine sortent des rangs. Alors le professeur froidement : « Vous pouvez vous en aller, Mesdames, je renonce à vos services ».
Ce même professeur avait prescrit une potion pour un blessé français. À la visite suivante, il s'informe auprès du blessé s'il a pris le remède. Celui-ci répond qu'on ne le lui a pas donné. Le professeur faisant venir l'infirmière lui demande la raison de cette omission. Elle présente ses excuses en disant que, ce remède étant très cher, elle ne s'était pas crue autorisée à faire cette dépense pour un blessé français. Sans mot dire le professeur lui arrache le brassard et la renvoie séance tenante.
Il en usa de même avec une autre dame qui n'avait pas donné la popote à un blessé français sous prétexte, qu'une fois la distribution faite aux Allemands, il n'en était plus resté pour les Français. »

Selon le site médical Who Named It, il aurait tout de même subi après la guerre « a short period of house arrest ».

## Ouvrages et publications
- (de) Beiträge Mecklenburgischer Ärzte zur Lehre von der Echinococcen-Krankheit, Enke (Stuttgart), 1885.

- (de) «Die spontane Subluxation der Hand nach vorne», in:  Verhandlungen der Deutschen Gesellschaft für Chirurgie, 7, p. 259–276, 1 tableau avec 6 illustrations) - Berlin, A. Hirschwald, 1878, Texte intégral.

- «Ueber den Fetthals (diffuses Lipom des Halses)», , in: Archiv für Klinische Chirurgie, 1888,Vol. 37, pp. 106-30, Texte intégral.

## Éponymie
- déformation de Madelung
- maladie de Madelung[3]
- signe de Madelung : lipome annulaire du cou (maladie de Launois-Bensaude)
- opération de Madelung
- aiguille de Madelung